# Konon von Samos
Konon von Samos (* um 280 v. Chr. auf Samos; † um 220 v. Chr. vermutlich in Alexandria) war ein hellenistischer Mathematiker und Astronom am Hofe des Ptolemaios III. und seiner Frau Berenike in Alexandria.
Er war mit Archimedes befreundet und ihm wird die Entdeckung der archimedischen Spirale zugeschrieben. Durch Überlieferungen von Pappos und Apollonius von Perga ist bekannt, dass er unter anderem Schriften zu Koniken (Kegelschnitten) und zur Astronomie verfasst hat. Diese sind jedoch alle verloren gegangen. Sein Schüler war Dositheos, der ebenfalls mit Archimedes korrespondierte.
Sein Name ist vor allem durch die Erzählung von den Haaren der Königin bekannt, die aus der Zeit um 245 v. Chr. überliefert ist und der das Sternbild Haar der Berenike (Coma Berenices) seinen Ursprung verdankt.

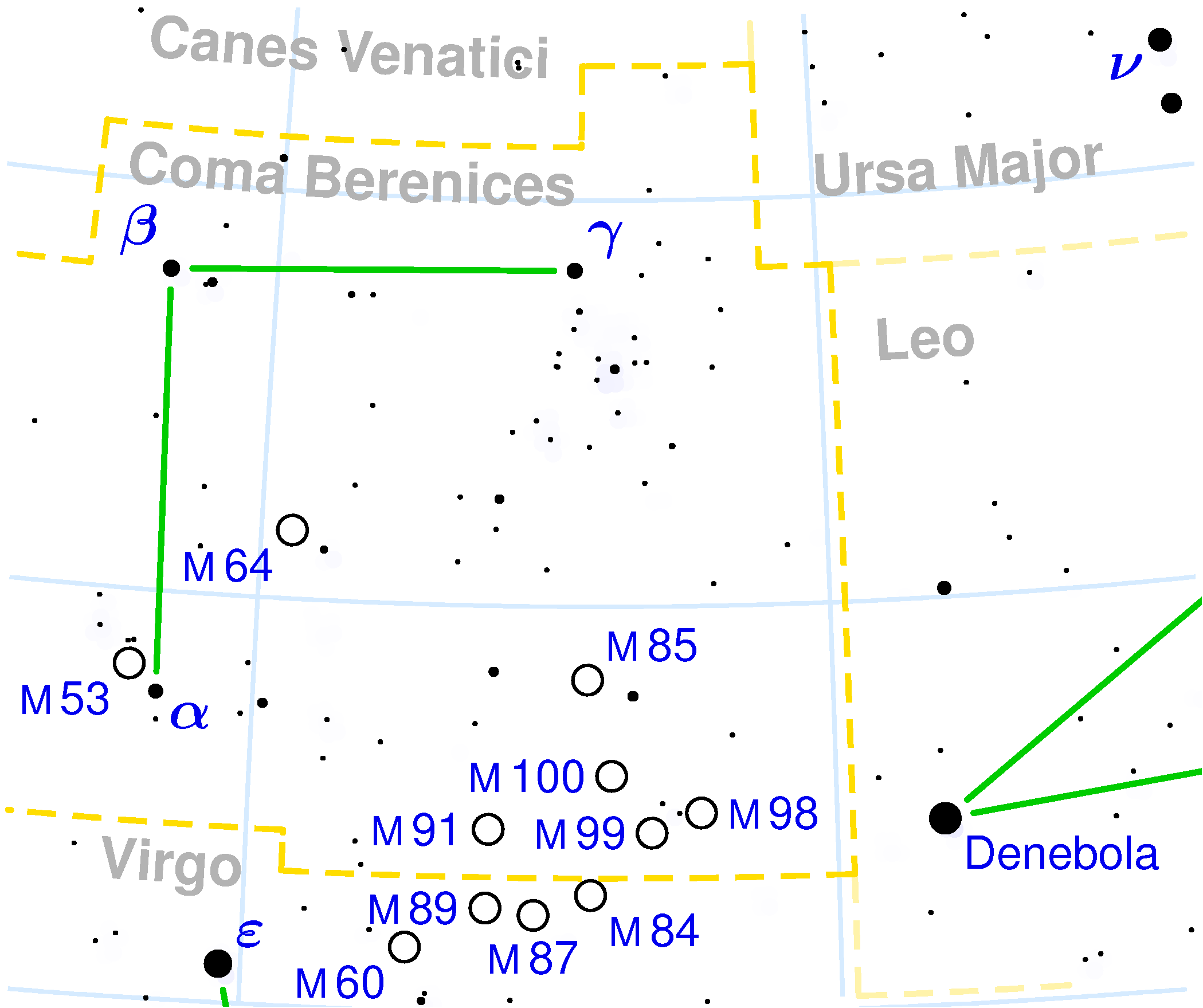
Sternbild Haar der Berenike

Als Berenikes Gemahl kurz nach der Hochzeit wegen eines Verrates gegen die Seleukiden in den 3. Syrischen Krieg zog, soll die Königin ihr Haupthaar der Liebesgöttin Aphrodite versprochen haben, um die sichere Rückkehr Ptolemaios’ zu erbitten. Sie brachte es zu einem Tempel am Kap Zephyrion, wo das Gedenken ihrer Schwiegermutter Arsinoë II. gepflegt wurde. Der Haarschopf verschwand aber auf unbekannte Weise, was Berenike – bzw. den König nach seiner Rückkehr – sehr bestürzt haben soll. Doch der Hofastronom Konon hatte eine Erklärung zur Hand:
Das Opfer habe den Göttern soviel Freude gemacht, dass sie die Haarsträhnen in den Himmel erhoben, wo man sie als neue Sterngruppe sehen könne. Tatsächlich macht das Sternbild – obwohl es nur aus schwächeren Sternen besteht – den Eindruck einer fließenden oder wallenden Struktur (siehe Miniaturbild).
Damit wurde die Sterngruppe, nach heutiger Kenntnis ein loser offener Sternhaufen, als kleines Sternbild am Frühlingshimmel zwischen Löwe und Bärenhüter (Bootes) etabliert. Kallimachos widmete dieser Verwandlung sein Gedicht Locke der Berenike, Catull übertrug es ins Lateinische.

## Astronomie
Im Bereich der Astronomie schrieb Konon in sieben Büchern seine De astrologia, die auch Beobachtungen über Sonnenfinsternisse enthält. Ptolemaios III. schreibt Konon außerdem siebzehn „Zeichen der Jahreszeiten“ zu, obwohl diese möglicherweise nicht in De astrologia enthalten sind. Seneca schreibt, dass Konon ein sorgfältiger Beobachter war „und dass er die von den Ägyptern beobachteten Sonnenfinsternisse aufzeichnete“, obwohl die Richtigkeit dieser Aussage angezweifelt wird. Der Römer Catull schreibt, dass Konon „alle Lichter des weiten Universums unterschied und die Auf- und Untergänge der Sterne feststellte, wie sich der feurige Glanz der Sonne verdunkelt und wie sich die Sterne zu bestimmten Zeiten zurückziehen“.
Einem Gedicht des Kallimachos zufolge hat Konon eine Sternkarte erstellt, über die aber nichts mehr bekannt ist.
Der Mondkrater Conon ist nach ihm benannt.